# Yncoris
Die Yncoris GmbH & Co. KG (Eigenschreibweise YNCORIS, [ɪnkoːrɪs]) ist ein Industriedienstleister und der Standortbetreiber des Chemiepark Knapsack im Hürther Ortsteil Knapsack. Das Unternehmen entstand 1998 als Ausgliederung des Standorts aus der Hoechst AG und firmierte bis zum 31. Mai 2019 unter dem Namen InfraServ GmbH & Co. Knapsack KG. Es beschäftigte 2023 nach eigenen Angaben 1110 Mitarbeiter und 80 Auszubildende.
Yncoris bietet Leistungen unter anderem in den Bereichen Anlagenplanung und -bau, Logistik, Anlagenservice und Standortbetrieb mit dem Betrieb von Ver- und Entsorgungsanlagen und Infrastrukturservices für die Industrie an, darüber hinaus stellt sie Teile ihrer Dienstleistungen in ganz Deutschland zur Verfügung.

## Geschichte

Historisches Logo

Logo bis 2019

Das Unternehmen entstand zum 1. Januar 1998 durch Ausgliederung von Konzernteilen der Hoechst AG im Werk Hürth-Knapsack. Im Zuge der Fusion von Hoechst und Rhone-Poulenc zur Aventis 1999 übertrug die Hoechst AG ihre Anteile auf die Celanese AG. Geschäftsführende Gesellschafterin von InfraServ Knapsack ist die InfraServ Verwaltungs-GmbH in Frankfurt am Main, eine Tochtergesellschaft der Celanese GmbH.
Die Kommandit-Anteile liegen bei verschiedenen anderen Nachfolgegesellschaften der Hoechst AG, die entsprechende Geschäftsaktivitäten im Chemiepark Knapsack übernommen haben, dabei handelt es sich um LyondellBasell (37 %), Celanese (Celanese GmbH: 22 %, Celanese Chemicals Europe GmbH: 5 %), Clariant (21 %) und Vinnolit (15 %).

## Tochter- und Beteiligungsgesellschaften
Die InfraServ GmbH & Co. Knapsack KG gründete am 20. Mai 2003 mit der Personal Transfair GmbH und am Folgetag mit der Ausbildungsstätte Rhein-Erft-Akademie GmbH zwei hundertprozentige Tochtergesellschaften. Eine dritte folgte am 20. November 2007 mit der InfraServ Engineering Services GmbH, die Ingenieurdienstleistungen deutschlandweit anbietet; diese wurde 2012 in InfraServ Knapsack OnSite Engineering umbenannt.
Bereits seit dem 29. November 1929 existiert die Abwasser-Gesellschaft Knapsack GmbH, an der Yncoris heute mit 67,4 % beteiligt ist. Die KCG Knapsack Cargo GmbH wurde am 1. Oktober 2001 gegründet und gehört zu 23 % der Yncoris. Die EBS-Kraftwerk GmbH besteht seit dem 21. November 2003 und wird zur Hälfte von Yncoris getragen.
Zum 1. Juni 2019 erfolgte die Umbenennung der ehemaligen InfraServ Knapsack zu Yncoris, wobei es darüber hinaus keine weiteren Änderungen gab. Die Struktur des Unternehmens ist wie folgt organisiert:
|                                 |                                 |                                 |                                 |                                 |                                 |  |  |  |  | Yncoris GmbH & Co. KG               |                                     |                                     |                                     |                                     |                                     |  |  |                            |                            |                            |                            |                            |                            |  |  |                    |                    |                    |                    |                    |                    |  |  |  |  |  |  |  |  |  |  |  |  |
|                                 |                                 |                                 |                                 |                                 |                                 |  |  |  |  |                                     |                                     |                                     |                                     |                                     |                                     |  |  |                            |                            |                            |                            |                            |                            |  |  |                    |                    |                    |                    |                    |                    |  |  |  |  |  |  |  |  |  |  |  |  |
|                                 |                                 |                                 |                                 |                                 |                                 |  |  |  |  |                                     |                                     |                                     |                                     |                                     |                                     |  |  |                            |                            |                            |                            |                            |                            |  |  |                    |                    |                    |                    |                    |                    |  |  |  |  |  |  |  |  |  |  |  |  |
| Tochtergesellschaft             | Tochtergesellschaft             | Tochtergesellschaft             | Tochtergesellschaft             | Tochtergesellschaft             | Tochtergesellschaft             |  |  |  |  |                                     |                                     |                                     |                                     |                                     |                                     |  |  | Beteiligungsgesellschaften | Beteiligungsgesellschaften | Beteiligungsgesellschaften | Beteiligungsgesellschaften | Beteiligungsgesellschaften | Beteiligungsgesellschaften |  |  |                    |                    |                    |                    |                    |                    |  |  |  |  |  |  |  |  |  |  |  |  |
| Tochtergesellschaft             | Tochtergesellschaft             | Tochtergesellschaft             | Tochtergesellschaft             | Tochtergesellschaft             | Tochtergesellschaft             |  |  |  |  |                                     |                                     |                                     |                                     |                                     |                                     |  |  | Beteiligungsgesellschaften | Beteiligungsgesellschaften | Beteiligungsgesellschaften | Beteiligungsgesellschaften | Beteiligungsgesellschaften | Beteiligungsgesellschaften |  |  |                    |                    |                    |                    |                    |                    |  |  |  |  |  |  |  |  |  |  |  |  |
|                                 |                                 |                                 |                                 |                                 |                                 |  |  |  |  |                                     |                                     |                                     |                                     |                                     |                                     |  |  |                            |                            |                            |                            |                            |                            |  |  |                    |                    |                    |                    |                    |                    |  |  |  |  |  |  |  |  |  |  |  |  |
| Yncoris OnSite Engineering GmbH | Yncoris OnSite Engineering GmbH | Yncoris OnSite Engineering GmbH | Yncoris OnSite Engineering GmbH | Yncoris OnSite Engineering GmbH | Yncoris OnSite Engineering GmbH |  |  |  |  | Abwasser-Gesellschaft Knapsack GmbH | Abwasser-Gesellschaft Knapsack GmbH | Abwasser-Gesellschaft Knapsack GmbH | Abwasser-Gesellschaft Knapsack GmbH | Abwasser-Gesellschaft Knapsack GmbH | Abwasser-Gesellschaft Knapsack GmbH |  |  | KCG Knapsack Cargo GmbH    | KCG Knapsack Cargo GmbH    | KCG Knapsack Cargo GmbH    | KCG Knapsack Cargo GmbH    | KCG Knapsack Cargo GmbH    | KCG Knapsack Cargo GmbH    |  |  | EBS-Kraftwerk GmbH | EBS-Kraftwerk GmbH | EBS-Kraftwerk GmbH | EBS-Kraftwerk GmbH | EBS-Kraftwerk GmbH | EBS-Kraftwerk GmbH |  |  |  |  |  |  |  |  |  |  |  |  |

Die Rhein-Erft-Akademie GmbH wurde im März 2010 an die überregional aktive Stiftung Bildung & Handwerk in Paderborn abgegeben. Auch PersonalTransfair ging am 1. Januar 2015 an die Stiftung über.

## Leistungsspektrum

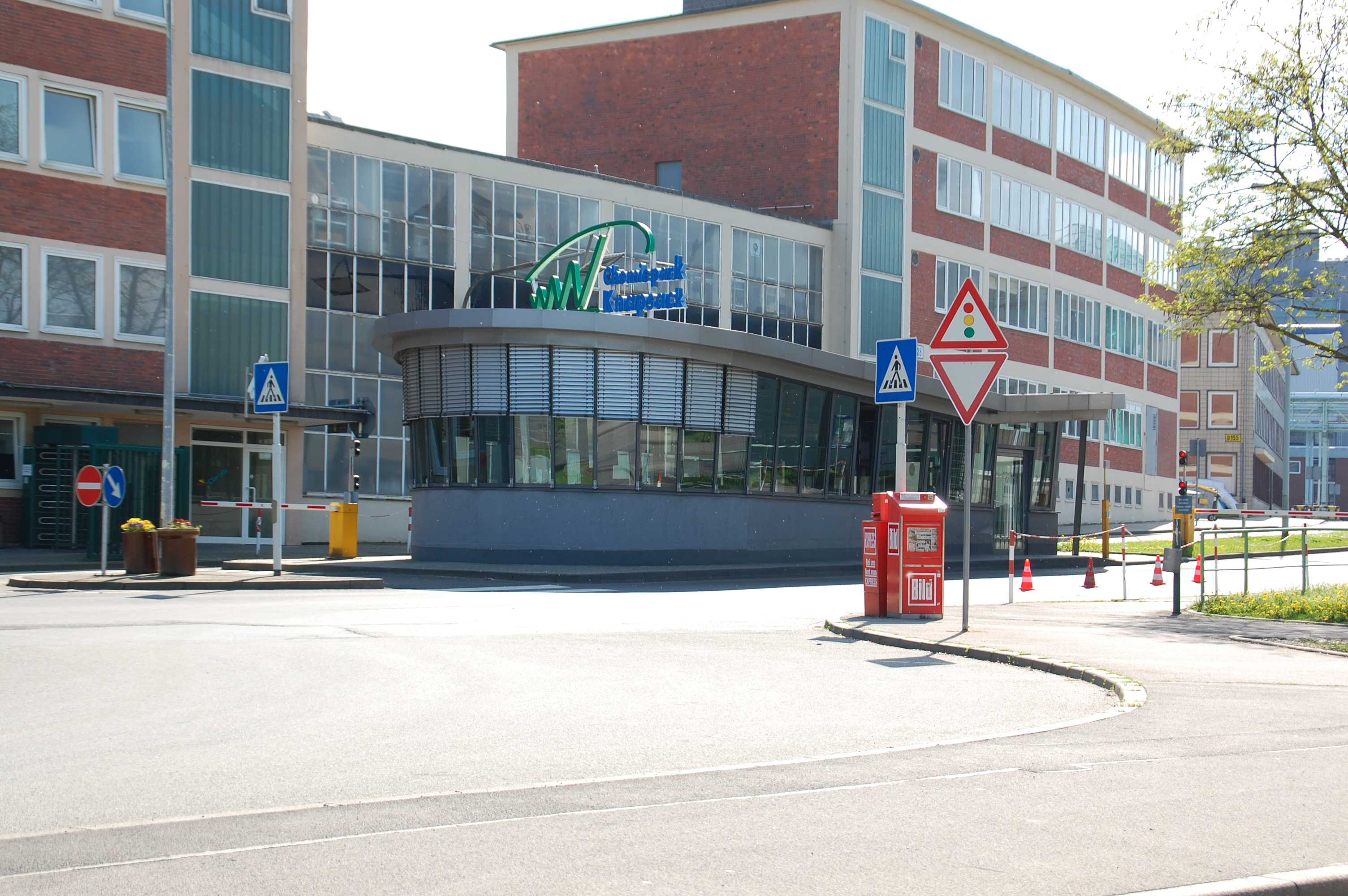
Werkszufahrt Knapsack

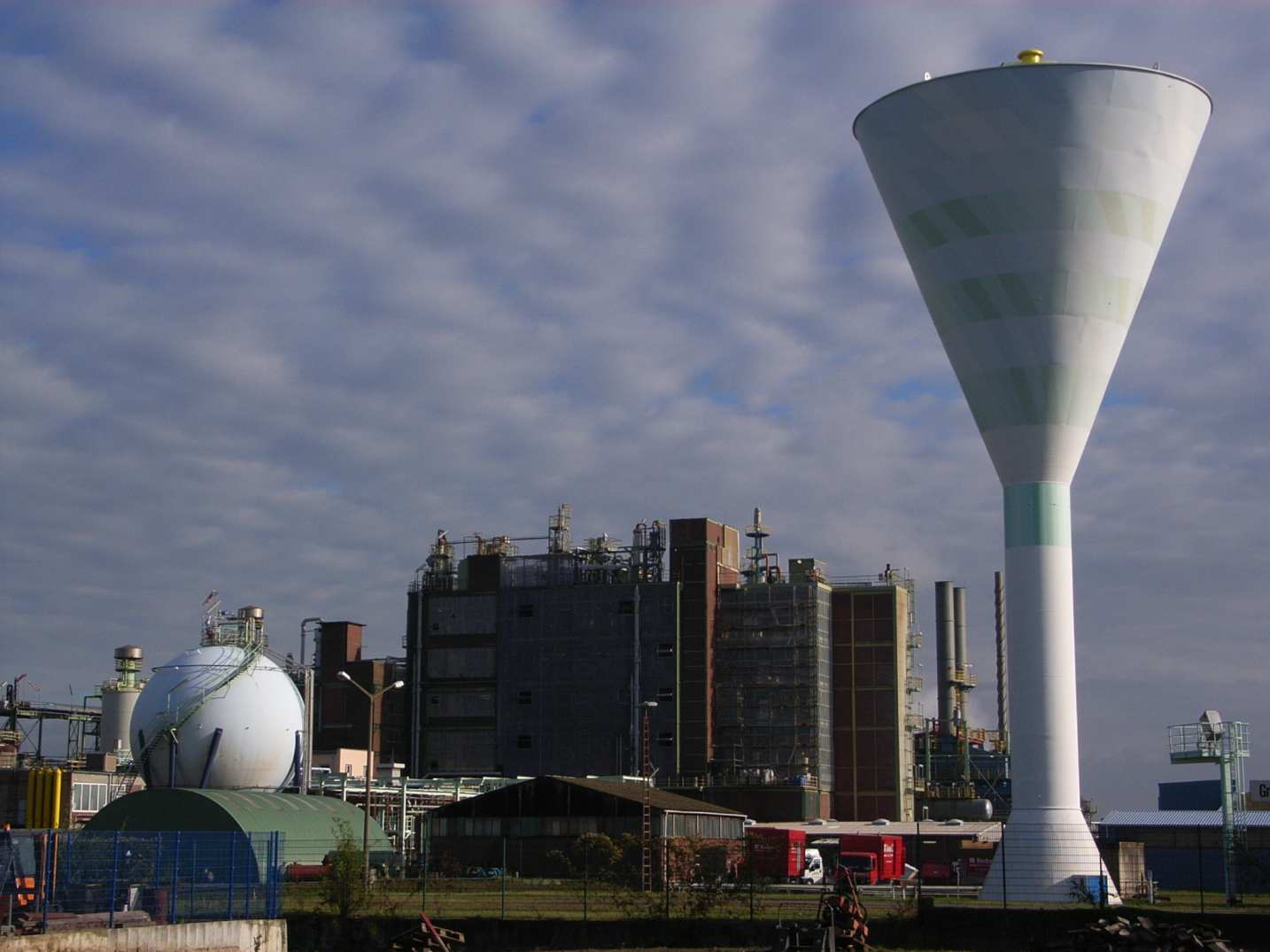
Chemiepark Knapsack, Wasserturm und Produktionsanlagen

Yncoris bietet den Unternehmen am Standort Knapsack eine breite Palette von verschiedenen industrie- und chemienahen Dienstleistungen an, z. B. Anlagenplanung und -bau, Instandhaltung, Reparaturen aller Art, Sicherheitsdienstleistungen wie z. B. Werksschutz und Feuerwehr, Umweltschutz, Logistik, eine gemeinsame Standort- und Umfeldkommunikation, eine werksärztliche Abteilung, Betriebsrestaurants, eine Autowerkstatt und das Kultur- und Veranstaltungszentrum Feierabendhaus Knapsack, ein 1956 errichtetes denkmalgeschütztes Gebäude des Kölner Architekten Karl Hell.
Für die Produktion am Standort stellt Yncoris neben Strom verschiedene Gase und Flüssigkeiten über ein Pipelinesystem zur Verfügung. Dabei handelt es sich um Frischwasser, vollentsalztes Wasser, Dampf, Erdgas, Druckluft, Mess- und Regelluft sowie Sauerstoff und Stickstoff von der benachbarten Anlage von Nippon Gases Deutschland. Hinzu kommen die Gase im Stoffverbund innerhalb des Chemieparks, die von den ansässigen Firmen bereitgestellt werden. Dazu gehören Chlor, Natronlauge und Wasserstoff von Vinnolit sowie Chlorwasserstoff von CABB. Basell stellt Ethylen und Propylen, Iodchlorid (ICl) sowie Phosphor zur Verfügung. Verteilt werden diese Stoffe über Systeme der Yncoris.
Wichtig für die angesiedelte Industrie ist zudem die Abwasserbehandlung, die durch die bereits 1929 durch die Unternehmen Hoechst, Degussa und RWE gegründete Abwasser-Gesellschaft Knapsack GmbH gewährleistet wird. Das Unternehmen betreibt zwei dreistufige mechanisch-biologisch-chemische Kläranlagen, in denen die gesamten Industrie-, Sanitär- und Oberflächenwässer des Chemiepark Knapsack gereinigt werden.
Transportdienstleistungen erfolgen über die KCG Knapsack Cargo GmbH, die die öffentlichen Container-Terminals mit Bahnanschluss am Standort betreiben und eine Kapazität von bis zu 50.000 Containern pro Jahr haben. Vernetzt ist das System mit dem Rheinhafen Köln-Niehl und dem Umschlagbahnhof Köln Eifeltor. Weitere Transportmöglichkeit bietet die auf Schüttgut fokussierte Spedition Schmidt mit einer Lagerkapazität im Chemiepark Knapsack von 40.000 m3 in mehr als 100 Silos, die vor allem für Polypropylen- und Polyvinylchlorid-Granulate genutzt wird.
Yncoris bietet jedoch auch regional wie überregional Dienstleistungen an. Dabei arbeitete das Unternehmen auch international wie etwa beim Bau einer Polysiliziumfabrik der Centrotherm Sitec in der Ukraine, für die Yncoris sowohl hochbelastete Komponenten wie auch die Steuerung in Knapsack herstellt.

## Veröffentlichungen
- Helmut Neßeler: 100 Jahre Chemiestandort Knapsack, herausgegeben von der InfraServ GmbH & Co. Knapsack KG, 2007
- Horst-Dieter Schüddemage, Werner Pieper (Hrsg.): Knapsack Chemie. Von der Carbidfabrik zum Chemiepark. Klartext, Essen 2002, ISBN 3-89861-097-7.
- InfraServ GmbH & Co. Knapsack KG: Chemiepark Knapsack – Innovativer Chemie- und Industriestandort mit Zukunft. Informationsbroschüre, 3. Auflage 2007.
- InfraServ GmbH & Co. Knapsack KG: Standortansiedlung im Chemiepark Knapsack. Informationsbroschüre 2008.